# リーゼ (花王)
リーゼ（Liese）は、花王が発売するヘアケア・スタイリング製品及び黒髪用ヘアカラーリング剤のブランド名である。

## 概要
- 1980年（昭和55年）10月28日に、花王の前身である花王石鹸株式会社より発売された「リーゼ ブロースタイリング（240ml）」がブランドの起源である。

- その後、1982年（昭和57年）に「リーゼ トリートメントコンディショナー」が発売された後、翌年の1983年（昭和58年）に「リーゼシャンプー」が追加発売され、「リーゼ トリートメントコンディショナー」がリニューアル。この時はグリーンのボトル「ノーマル → 細めの髪用」と、ピンクのボトル「モアソフト → 太めの髪用」の2種類が設定された。

- 1986年（昭和61年）9月30日で販売を終了し、一時期、「パーマヘア」へブランド移行（トリートメントコンディショナーはコンディショナーへ改名）されていたが、1987年（昭和62年）11月に、英語表記を大文字表記の「LIESE」に改め、再び「リーゼ」ブランドでトリートメントシャンプーと、トリートメントコンディショナーが発売された（1988年(昭和63年)にはポンプタイプが追加発売された）。

- 1990年（平成2年）に英語表記を「LIESE」から「Liese」に改められ、「ヘアコントロールパック」、「エクセレントシャンプー」、「エクセレントリンス」が発売された。翌年の1991年（平成3年）には、「パサつき防止フォーム」が発売された。

- その後、シャンプーやリンスなどが終売となり、ヘアスタイリング剤を中心としたラインナップとなる。

- 2017年（平成29年）10月には、派生シリーズの「Liese FOR MEN（リーゼ フォーメン）」が発売され、男性向けにもラインナップされるようになった[1]が、2022年（令和4年）3月に全製品の製造を終了した。

- 2019年（平成31年/令和元年）4月発売の新製品・リニューアル品から「Liese」のブランドロゴが刷新され、アイコンが新たに導入された。併せて、「リーゼプリティア 泡カラー」を「リーゼ 泡カラー」に改名してブランド統合したことで、ヘアカラーもラインナップされるようになった[2]。

## 商品情報

### 現在

#### ヘアスタイリング剤
- 熱を味方にするオイル - 2020年10月発売。洗い流さないトリートメントとヘアスタイリング剤の機能を兼ねたオイルタイプ。夜に使用してドライヤーで乾かし、翌朝そのままの状態でアイロンやドライヤーでセットする。
- 熱を味方にするミスト - 2020年10月発売。洗い流さないトリートメントとヘアスタイリング剤の機能を兼ねたミストタイプ。夜に使用してドライヤーで乾かし、翌朝そのままのアイロンやドライヤーでセットする。朝のスタイリング時にも使用可能。
- アイロンでなめらかストレートローション - ローションタイプのアイロン用。2019年4月（一部ECサイトは同年3月より先行）に「アイロン用ストレートローション」の製品名で発売されていたが、2021年初春にパッケージデザインを刷新してリニューアルされ、製品名が変更された（自然切替）。
- アイロンでくっきりカールローション - ローションタイプのアイロン用。2014年7月に「アイロンスタイルつくれるローション」の製品名で発売されていたが、2019年4月（一部ECサイトでは同年3月）のリニューアル時に香りとパッケージデザインを変更され、「アイロン用カールローション」に改名。2021年初春にパッケージデザインを刷新してリニューアルされ、製品名が再度変更された（自然切替）。
- プレイフルワックス - 2019年11月（一部ECサイトは同年10月に先行、一部店舗は同年10月最終週）発売。チューブ入りクリームタイプのヘアワックス。「プレイフルケアオイル」と混ぜて使用することも可能。2021年初春にリニューアルされ、タイプ名が変更された（自然切替）。
  - 軽やかな動き&ツヤ[NATURAL] - 発売当初は「軽やかナチュラル」であった。
  - 弾むような動き&ツヤ[MOVE] - 発売当初は「弾ませウェーブ」であった。
- プレイフルケアオイル - 2019年11月（一部ECサイトは同年10月に先行、一部店舗は同年10月最終週）発売。洗い流さないトリートメントの機能も兼ねたオイルタイプ。「プレイフルワックス」と混ぜて使用することも可能。2021年初春にパッケージデザインが変更された。
- まとめ髪つくるフォーム - ポンプ式フォームタイプ。2014年7月に「まとめ髪アレンジつくれるフォーム」の製品名で発売され、2015年4月にパウチタイプのつめかえ用を追加発売。2017年春のリニューアルで「泡でらくらくまとめ髪フォーム」に改名されていたが、2019年4月（一部ECサイトは同年3月）のリニューアル時に香りとパッケージデザインを変更するリニューアルに伴い「まとめ髪フォーム」へ再改名。同時に、内容量が増量（本体:150ml→200ml、つめかえ用:130ml→180ml）された為、内容量の関係で「まとめ髪フォーム」のつめかえ用を「泡でらくらくまとめ髪フォーム」の空容器へのつめかえが不可となるため、「泡でらくらくまとめ髪フォーム」を使用している場合は、改良品である「まとめ髪フォーム」の本体を改めて買い直す必要があった。2021年初春にリニューアルされ、製品名が変更された（自然切替）。
- 毛先まで一気に内向きシャワー - トリガースプレータイプのハンドブロー用。パウチタイプのつめかえ用もある。2012年8月に「いっきに毛先までまとまるシャワー」の製品名で発売され、2016年3月のリニューアルで「内向きスタイルつくれるシャワー」に改名されたが、2019年4月のリニューアル時に香りとパッケージデザインが変更され、「内向きスタイリングシャワー」に再改名。2021年初春にリニューアルされ、製品名が変更された（自然切替）。
- クセ・うねりまっすぐミスト - ミストタイプのブラシブロー用。2012年8月に「まっすぐブローミスト」の製品名で発売され、2013年8月に一度「まっすぐのばせるミスト」に改名し、2015年10月のリニューアルで「らくらくまっすぐのばせるミスト」に再改名されていたが、2019年4月のリニューアル時に香りとパッケージデザインが変更され、約3年半ぶりに2013年8月改良時の製品名に戻されていた。2021年初春にリニューアルされ、製品名が変更された（自然切替）。
- パサつきしらずのまとまるミルク - ミルクタイプ。2012年8月に「パサつきしらずのまとまりミルク」の製品名で発売され、2015年10月のリニューアルで「毛先までスーッとまとまるミルク」に改名されていたが、2019年4月のリニューアル時に香りとパッケージデザインが変更され、「まとまるミルク」へ再改名。2021年初春にリニューアルされ、発売当初の製品名に戻された（自然切替）。
- 毛流れそろうオイルミスト - ミストタイプ。2016年10月に「軽やかストレートオイルミスト」の製品名で発売されていたが、2019年4月のリニューアル時に香りとパッケージデザインが変更され、「軽やかオイルミスト」に改名。2021年初春にリニューアルされ、製品名が再度変更された（自然切替）。
- ふんわりパーマもどしフォーム - ポンプ式フォームタイプ。パウチタイプのつめかえ用もある。2012年8月に「うるおいパーマもどしフォーム」の製品名で発売されていたが、2019年4月のリニューアル時に香りとパッケージデザインが変更され、「パーマもどしフォーム」へ改名。2021年初春にリニューアルされ、製品名が再度変更された（自然切替）。
- くっきりパーマライン復活フォーム - エアゾール式フォームタイプ。2017年9月に「手触りやわらか3Dウェーブフォーム」の製品名で発売されていたが、2019年4月のリニューアル時に香りとパッケージデザインが変更され、「3Dウェーブフォーム」へ改名。2021年初春にリニューアルされ、製品名が再度変更された（自然切替）。
- 泡で出てくる寝ぐせ直し - 2016年4月（一部店舗は同年3月最終週）発売。寝ぐせ直し用ポンプ式フォームタイプ。2018年3月につめかえ用がリニューアルされ、内容量を増量（180ml → 340ml）してパウチ入りからボトル入りに変更。本体も同年春にパッケージデザインがリニューアルされた。2020年春のパッケージデザイン変更時にブランドロゴが2019年4月からの現行ロゴに変更。2021年初春にパッケージデザインが再度変更された（自然切替）。
- うるおいミントシャワー - 寝ぐせ直し用スプレータイプ（ブルーの容器/グリセリン、ユーカリエキス、ノバラエキス(カニラバラ果実エキス)配合/ミントの香り）。約2回分（本体内容量の約8分目を1回分とする）の容量としたボトルタイプのつめかえ用や、携帯用として50ml入りのミニサイズも設定する。発売当初は「ミントシャワー」でロングセラー製品となっているが、2016年4月（一部店舗は同年3月最終週）のリニューアルで製品名を変更するとともに、本体は容器形状も変更。2020年春のパッケージデザイン変更時にブランドロゴが2019年4月からの現行ロゴに変更。2021年初春にパッケージデザインが再度変更された（自然切替）。
- しっとりジューシーシャワー - 2008年2月発売。寝ぐせ直し用スプレータイプ（ピンクの容器/DPG、キイチゴエキス、アセロラ果実エキス配合/やさしいミックスベリーの香り）。約2回分（本体内容量の約8分目を1回分とする）の容量としたボトルタイプのつめかえ用が設定されている。発売当初は「ジューシーシャワー」で、発売当初から設定されていたミニ（50ml）は2013年9月に製造を終了している。2017年4月にパッケージデザインを刷新して製品名を変更し、本体は容器形状も変更。品目名も「洗い流さないトリートメント」から「ヘアスタイリング」に変更した。2020年春のパッケージデザイン変更時にブランドロゴが2019年4月からの現行ロゴに変更。2021年初春にパッケージデザインが再度変更された（自然切替）。
- あっというまにストレートフォーム - ポンプ式フォームタイプ。約2回分の容量としたつめかえ用もある。
- くっきりウェービーヘアフォーム - エアゾール式フォームタイプ。「ウェービーヘアフォーム」を改称。
- 流れしっかりスタイリングブロー - ミストタイプ（ブロー剤）。「リーゼ」ブランドの基盤商品ともいえるロングセラー商品。発売当初（花王石鹸時代）の製品名は「リーゼ ブロースタイリング」、それから「リーゼ スタイリングブロー」を経て現在の製品名となった。発売当時のキャッチコピーは「はじめまして、リーゼです」だった。
- かっちりキープスタイリング用ミスト - ミストタイプ。「リーゼ ポイント用ミスト」→「リーゼ かっちりキープポイント用ミスト」を経て現在の製品名に。

#### 洗い流さないトリートメント
- ヘアリフレッシャー - 2009年6月発売。エアゾールタイプ（メントールが配合されているため、冷感刺激に弱い方は使用不可）。2012年3月に「アクアティックレモンの香り」・「アップルピーチの香り（2010年6月発売）」・「アイスミントの香り（2010年6月発売）」の3種類が製造を終了したため、「シャンプーの香り」のみである。2019年5月にリニューアルされ、パッケージデザインの変更に伴ってブランドロゴも2019年4月からの現行ロゴに変更された。
- ブラッシングケア - ブラッシング用エアゾールタイプ。発売当初は単独ブランドで発売していたが、2009年から「リーゼ」ブランドへ編入。

#### ヘアカラー
以下に述べる製品は黒髪用である。
- 泡カラー【医薬部外品】 - 2019年4月に「リーゼ プリティア 泡カラー」をリニューアルし改名。従来の「リーゼ プリティア 泡カラー」では全19色あり、うち6色はグレーの色味が調色された「憧れの透け感Color」としてパッケージデザインが差別化されていたが、リニューアルを機にジュエルピーチ、キャンディベージュ、エレガンスピーチ、アイリッシュブラウン（憧れの透け感Color）の4色を製造終了とし、残りの15色はブラウン系色で構成された「ナチュラルシリーズ」とピンク・ローズ・グレージュ・ベージュ・アッシュ・ネイビーの各系色で構成された「デザインシリーズ」の2つのシリーズに再編。併せて、「ナチュラルシリーズ」にバーガンディブラウン（アイリッシュブラウンの代替カラー）、エアリーブラウン、スモーキーブラウン、「デザインシリーズ」にダークローズとソフトグレージュの新色5色が追加（一部ECサイトでは3月より数量限定で先行発売）され、「ナチュラルシリーズ」11色・「デザインシリーズ」9色の全20色に拡大された。2020年2月に「ナチュラルシリーズ」のグロッシーブラウンとロイヤルショコラ、「デザインシリーズ」のピンクベリーが製造終了となり、入れ替わりで翌月に「デザインシリーズ」に2wayカラーのクールピンク、ディープバイオレット（初のバイオレット系カラー）、フォレストカーキが発売され、「ナチュラルシリーズ」9色・「デザインシリーズ」11色のカラーバリエーションとなった。「デザインシリーズ」は2021年2月にダークローズとフレンチベージュが製造終了となり、入れ替わりで翌月にアッシュ系の2wayカラーとなるスモーキーアッシュグレーとミッドナイトアッシュの2色を追加発売。2022年2月に「ナチュラルシリーズ」のバーガンディブラウン、ココアブラウン、スモーキーブラウンの3色が製造終了となり、入れ替わりで翌月に「ナチュラルシリーズ」にシフォンブラウン、「デザインシリーズ」にシュガーピンクとシトロンアッシュを追加して「ナチュラルシリーズ」7色・「デザインシリーズ」13色のカラーバリエーションに変更するとともに、既存の17色も同年春にパッケージデザインが変更（自然切替）され、箱の正面左上にスマートフォン上で髪色のシミュレーションが可能なサイトへ誘導するための二次元バーコードが挿入された。
- 泡カラー 髪色もどし【医薬部外品】 - 2019年4月に「リーゼ プリティア 泡カラー 髪色もどし」をリニューアルし改名。カラーは従来の「リーゼ プリティア 泡カラー 髪色もどし」から踏襲され、ナチュラルブラックとナチュラルブラウンの全2色がある。「泡カラー」同様に2022年春にパッケージデザインが変更（自然切替）され、箱の正面左上にスマートフォン上で髪色のシミュレーションが可能なサイトへ誘導するための二次元バーコードが挿入された。

#### ポイントカラー
- リーゼ 1DAYヘアモンスター - 2020年4月（一部店舗・ECサイトでは同年2月先行）発売。ローラー式のチップで転がす毛髪一時着色料。ウォータープルーフタイプながらシャンプーで落とすことが可能。カラーは発売当初、ネイビーブラック、シャインゴールド、ハニーブラウン、パールロゼ、モードブルー、オリーブカーキをラインナップしていたが、同年9月に限定カラーとして発売されていたルージュレッドとミッドナイトパープルが2021年8月にレギュラーカラーに格上げする形で発売され、同年9月にネイビーブラックとハニーブラウンが製造終了となった。2022年10月にサンライズオレンジとシルバーグレーを追加発売するとともに、既存の6色はパッケージデザインを変更し、外装はプラスチック袋から紙箱となった（自然切替）。

### 製造終了品
- リーゼ エクセレント
- リーゼサプライ - 「ラビナス」ヘアメイクシリーズの実質的な後継商品。後に「リーゼ」に機能統合。
- リーゼ ドライヤー用ブローウォーター - 2010年9月末製造終了
- リーゼ アイロン用巻き髪ウォーター - 2010年9月末製造終了
- リーゼ ヒートスタイリングミルク - 乳液タイプ。「ニュアンス用」と「ウェーブ用」の2タイプが発売されていた。2011年3月製造終了。なお、ウェーブ用は同時期に発売を開始した「リーゼ ウェーブアップミルク」へ継承。
- リーゼ クイックブローミスト - ミストタイプ。「リーゼ まっすぐのばせるミスト」へ継承のため、2013年9月製造終了。
- リーゼ ウェーブアップミルク - ミルクタイプ。「リーゼ ヒートスタイリングミルク（ウェーブ用）」の後継製品であったが、2013年9月製造終了。
- リーゼ アイロンメイクコレクション - ミストタイプのアイロン用。「マルチアレンジ」、「リッチストレート」、「リッチカール」の3タイプ。「リーゼ アイロンスタイルつくれるローション」へ機能統合のため、2015年3月製造終了。
- リーゼ つるんとパサパサ直しフォーム
- リーゼ くしゅっとパーマもどしフォーム - 2009年2月製造終了。
- リーゼ ディープモイストオイル - 「リーゼ オイルオアシス」に継承
- リーゼ ず～っとずっとストレートフォーム - 据え置きエアゾールタイプ（振らずに置いたまま使用）。ドライヤーの熱でストレートヘアを1日中キープ。
- リーゼ 指通りもっとなめらかフォーム - 「リーゼ さらさらパウダリーストレートフォーム」の改良品
- リーゼ さらさらパウダリーストレートフォーム - 発売当時は「リーゼ さらさらパウダリーフォーム」
- リーゼ 束感くっきりジェルローション - 「リーゼ ショートヘア用ジェルローション」を改称
- リーゼ 動き自在のアクアワックス - 「リーゼ アクアワックス」を改称
- リーゼ つるんとパサパサ直しワックス
- リーゼ クリアキューブワックス - クリアタイプのキューブ型容器を採用したヘアワックス。「01:ストレート（水色）」、「02:まとまり（黄）」、「03:スタンダード（赤）」、「04:パーマヘア用（ピンク）」、「05:ファイバー（青緑）」、「06:ハード（紫）」の6タイプ。29g入りのミニサイズは2011年9月に、65g入りも2012年9月に製造終了した。
- リーゼ ウェーブアップフォーム - ウェーブヘア専用フォームタイプのヘアスタイリング剤。「01:ふんわりウェーブ」、「02:エレガントウェーブ」、「03:はっきりウェーブ」の3タイプがあった。2015年9月製造終了。
- リーゼ ワックスウォーター - ミストタイプのワックス。
- リーゼ ウォーターサプライ フォーム
- リーゼ ウォーターサプライ クリーム
- リーゼ ポイント用セットフォーム - 発売当初は「リーゼ セットフォーム」。「リーゼ ポイント用ミスト」に機能統合
- リーゼ ストレートヘアフォーム まっすぐブロー
- リーゼ ストレートヘアスプレー つややかブラッシング - 「ラビナス Iライン つやつやスプレー」へ継承
- リーゼ ふわっと軽いエアリースプレー - エアゾール式スプレータイプのヘアスタイリング剤。発売当初は「ふんわりボリュームつくれるスプレー」の名称で発売されていたが、2017年初夏のパッケージデザイン変更に伴って改名された。2019年3月製造終了。
- リーゼ ミントシャワー ルビーの果実（限定品）
- リーゼ ベースメイクシャワー - トリガースプレータイプのヘアスタイリング剤。パウチタイプのつめかえ用も発売されていた。2016年3月製造終了。
- リーゼ まとめ髪用桃クリーム - 2012年9月製造終了。
- リーゼ まとめ髪用桜桃（さくらんぼ）スティック - 2012年9月製造終了。
- リーゼ まとめ髪用柚子水 - ミストタイプのまとめ髪用ヘアスタイリング剤。つめかえ用も発売されていた。「リーゼ まとめ髪アレンジつくれるフォーム」へ機能統合のため、2015年3月製造終了。
- リーゼ スタイリングジュレ - ジェル状のヘアスタイリング剤。「I.まとまりシルエット（黄緑）」、「II.ふわくしゅシルエット（白）」、「III.ふわっとニュアンス（ピンク）」、「IV. 束感メイク（ラベンダー）」、「ムーブアップ（黒）」の5タイプ。2014年9月製造終了。
- リーゼ ウォータリージュレ ふんわり束感メイク - ジュレタイプのヘアスタイリング剤。2014年3月の発売当初は「ふわ揺れウェーブつくれるジュレ」の名称で発売されていたが、2017年秋のパッケージデザイン変更に伴って改名された。2019年9月製造終了。
- リーゼ ウォータリージュレ 動き・毛流れメイク - ジュレタイプのヘアスタイリング剤。2014年3月の発売当初は「軽やかムーブつくれるジュレ」の名称で発売されていたが、2017年秋のパッケージデザイン変更に伴って改名された。2019年9月製造終了。
- リーゼ ナイトケアホイップ - 泡タイプのスタイリング剤。「髪おちつく」と「髪ふんわり」の2タイプ。2014年9月製造終了。
- リーゼ 素髪風ストレートつくれるオイル - 2層オイルタイプのアイロン・ドライヤー用ヘアスタイリング剤。本品は夜のタオルドライ時に使用してドライヤーで乾かし、翌朝何もつけずにドライヤーやヘアアイロンでストレートヘアにセットする製品であった。2020年9月製造終了。
- リーゼ 素髪風カールつくれるオイル - 2層オイルタイプのアイロン・ドライヤー用ヘアスタイリング剤。本品は夜のタオルドライ時に使用してドライヤーで乾かし、翌朝何もつけずにドライヤーやヘアアイロンでカールヘアにセットする製品であった。2020年9月製造終了。
- リーゼ 髪のお直しシート ストレートヘア用 - シートタイプのヘアスタイリング剤。2016年10月のパッケージデザイン変更に伴うリニューアル時に「髪のお直しシート」から改名された。20枚入りが2018年3月、5枚入りも2022年9月に順次製造を終了した。
- リーゼ ぷるぷるトリートメント - ジェルタイプの洗い流さないトリートメント。品目名表記対応パッケージに変更の際、外装のプラスチックケースが省かれ、包装が簡素化された。2014年9月製造終了。
- リーゼ スムースヘアカクテル - 2層式ミストタイプの洗い流さないトリートメント。2017年3月製造終了。
- リーゼ ヘアカクテル - 2層式オイルタイプの洗い流さないトリートメント。「指どおりさらさら」と「手ざわりしっとり」の2タイプ。2019年9月製造終了。
- リーゼ オイルオアシス - オイルタイプの洗い流さないトリートメント。品目名表記対応パッケージに変更の際、外装パッケージが従来のプラスチック製から紙製に変更された。2019年9月製造終了。
- リーゼ セットフォーム - 最終的には「リーゼ ポイント用ミスト」へ機能統合。
- リーゼ ヘアメイクシリーズ
- リーゼ パサつき防止フォーム
- リーゼフォーメン ウォータリーローション - ローションタイプの男性向けヘアスタイリング剤。「ツヤ束スタイル」、「ふわ束スタイル」、「さら束スタイル」の3種類が発売されていた。2020年9月製造終了。
- リーゼフォーメン パウダースタイリングミスト - ミストスプレータイプの男性向けヘアスタイリング剤。「スゴふわスタイル」と「かるふわスタイル」の2種類が発売されていた。2020年9月製造終了。
- リーゼ フォーメン ウォータリーホイップ - ポンプ式フォームタイプの男性向けヘアスタイリング剤。約2回分（本体内容量の約8分目を1回分とする）の容量としたボトルタイプのつめかえ用が設定されていた。当初は「軽やかな毛流れで爽やかスタイル」、「さらさら素髪感ヘアで親しみスタイル」、「自然な束感とツヤで知的スタイル」の3種類が発売され、2018年4月に「ふんわり立体感で頼られスタイル」を追加発売して4種類で発売されていたが、2020年9月につめかえ用全製品と「軽やかな毛流れで爽やかスタイル」と「さらさら素髪感ヘアで親しみスタイル」の本体が、2022年3月に「自然な束感とツヤで知的スタイル」と「ふんわり立体感で頼られスタイル」の本体が順次製造終了となった。

ヘアケア製品
- リーゼ トリートメントコンディショナー
- リーゼ シャンプー・トリートメントコンディショナー（第1期、ノーマル）
- リーゼ シャンプー・トリートメントコンディショナー（細めの髪用）
- リーゼ シャンプー・トリートメントコンディショナー（第1期、モアソフト）
- リーゼ シャンプー・トリートメントコンディショナー（太めの髪用）
- リーゼ トリートメントシャンプー・トリートメントコンディショナー（第2期、サラッとタイプ） - 「花王 パーマヘア」から移行。
- リーゼ トリートメントシャンプー・トリートメントコンディショナー（第2期、しっとりタイプ） - 「花王 パーマヘア」から移行。
- リーゼ ヘアコントロールパック（ふつう・硬い髪用）
- リーゼ ヘアコントロールパック（柔らかい髪用）
- リーゼ エクセレントシャンプー・リンス（ふつう・硬い髪用） - 「リーゼ トリートメントシャンプー・コンディショナー（第2期）」から移行。
- リーゼ エクセレントシャンプー・リンス（柔らかい髪用） - 「リーゼ トリートメントシャンプー・コンディショナー（第2期）」から移行。
- リーゼ エクセレントヘアパック（ふつう・硬い髪用） - 「リーゼ ヘアコントロールパック（ふつう・硬い髪用）」から移行。
- リーゼ エクセレントヘアパック（柔らかい髪用） - 「リーゼ ヘアコントロールパック（柔らかい髪用）」から移行。

黒髪用ヘアカラー
- リーゼ フォーメン ナチュラルカラークリエーター【医薬部外品】 - アフターカラー用リペアトリートメントつき。カラーは発売当初、マットグレイ、ナチュラルブラウン、ダークアッシュの3色だったが、2020年3月にヴィンテージアッシュ（初のブルーヴァイオレット系）とモードアッシュが追加発売され、5色となった。2022年3月をもって全色製造終了となった。

## 歴代CMキャラクター

### 過去
ヘアスタイリング剤
- 星野知子
- 竹内まりや
- 宮崎美子
- 城戸真亜子
- 中野みゆき
- 刀根麻理子 - リーゼヘアメイクシリーズ、リーゼセットフォーム（1986年 - ）
- 生稲晃子 - リーゼヘアメイクシリーズ
- 黒木瞳 - リーゼヘアメイクシリーズ、リーゼパサつき防止フォーム
- 工藤夕貴
- 宮崎ますみ
- 石田ゆり子
- 本上まなみ - リーゼサプライ、リーゼミントシャワー
- 平野由実 - リーゼナイトケアホイップ
- 優香
- 矢野未希子
- SHELLY
- 波瑠
- 佐々木希
- 石原さとみ
- 指原莉乃
- 山﨑賢人 - リーゼフォーメン

ヘアケア製品（現在は廃盤）
- 藤真利子 - リーゼ シャンプー・トリートメントコンディショナー（第1期、1983年 - 1984年）
- 麻倉未稀 - リーゼ シャンプー・トリートメントコンディショナー（第1期、1984年 - 1986年）
- 荻野目洋子 - リーゼ トリートメントシャンプー・トリートメントコンディショナー（第2期、1987年 - 1990年）
- 生稲晃子 - リーゼ ヘアコントロールパック
- 黒木瞳 - リーゼ エクセレントシャンプー・リンス（1990年 - 1992年）